# 孙桐萱旧宅
孙桐萱旧宅建于1931年，是原国民革命军十五师、二十师师长、十二军军长、抗战时期第三集团军总司令孙桐萱在天津的故居，位于原天津英租界爱丁堡道（Edinborgh Road）（今和平区重庆道68号），该建筑目前是一般保护等级历史风貌建筑。

## 人物生平
孙桐萱（1895年—1978年9月9日），字荫亭，河北省交河县泊镇（现泊头市）文庙镇碱场孙村人。
1937年八一三淞沪会战后，韩复榘第三路军改编为第三集团军，孙桐萱升任第十二军军长兼第20师师长，该军还辖第81师（展书堂）。1938年6月7日，孙桐萱正式担任第3集团军总司令。1939年兼任第一战区豫皖边区游击总指挥。1942年1月，第3集团军后调整训，移防陕州。1943年1月18日，蒋鼎文在洛阳第一战区司令长官部以宴客为由将孙桐萱扣押。押送重庆。蒋介石以“通敌有据”的罪名追究，但未能定罪。
1946年6月16日孙桐萱回到北平。退出军界。
中华人民共和国成立后，在北京被收监，五年刑满后回家，“戴帽”受管制。写了并发表多篇民国史回忆文章。
1978年9月9日孙桐萱在北京病故。1978年9月26日，全国政协在八宝山为“爱国人士”孙桐萱举行追悼会。《人民日报》1978年9月30日第四版报道“孙桐萱先生追悼会在北京举行”，全文如下：

新华社北京九月二十六日电　爱国人士孙桐萱先生，于一九七八年九月九日因病在北京逝世，终年八十三岁。

孙桐萱先生，河北省交河县人，曾任冯玉祥将军所部师长、军长，抗日战争时期任国民党第三集团军总司令等职。

孙桐萱先生的追悼会二十六日下午在北京八宝山革命公墓礼堂举行。

中共中央统战部、政协全国委员会、中国国民党革命委员会，政协全国委员会秘书长齐燕铭，政协全国委员会副秘书长蔡啸、聂真、甘祠森、李霄路，以及张克侠、何基灃、邓哲熙、何思源等，送了花圈。蔡啸、聂真、甘祠森、李霄路、张克侠、焦实斋、赵子立、吴景之和孙桐萱先生生前友好刘贯一、张子英、席液池、吴锡祺、田文忠、王重年，以及政协全国委员会机关、民革中央机关群众代表共约一百人参加了追悼会。

追悼会由政协全国委员会副秘书长聂真主持，政协全国委员会常务委员张克侠致悼词。

悼词说，孙桐萱先生早年就与我党有联系。抗日战争爆发后，在我党抗日民族统一战线政策的感召和影响下，他同情中国共产党抗日救国的主张，做了一些有益于人民的事情。由于他不满蒋介石的卖国内战政策和反动统治，曾被蒋介石长期扣押和监视，几遭杀害。全国解放以后，在党的关怀下，政协全国委员会对孙桐萱先生予以生活上的照顾，使他得以安度晚年。现在孙桐萱先生不幸去世了，我们在这里开会追悼他，寄予哀思。

悼词说，孙桐萱先生热爱伟大领袖毛主席，热爱敬爱的周总理和朱德委员长。他努力学习，注意改造思想。他拥护英明领袖华主席，热烈称颂以华主席为首的党中央一举粉碎“四人帮”取得的伟大胜利，拥护以华主席为首的党中央，拥护抓纲治国的英明决策。孙桐萱先生生前关心解放台湾、统一祖国的伟大事业，盼望台湾早日获得解放。

悼词说，让我们高举毛主席的伟大旗帜，团结一切可以团结的力量，发展爱国统一战线，为解放台湾，统一祖国，为实现新时期的总任务，把我国建设成为社会主义的现代化强国而奋斗。

## 家人
- 发妻张伯苓（张慧中），晚清状元的女儿。[2]擅长书法。
  - 独子孙智正：
- 二夫人肖艳芬，在周村娶的一个戏班演员。

## 建筑
孙桐萱旧宅建筑面积为733平方米，为砖混结构3层现代风格主义楼房，建筑平面为不规则结构，右侧为半圆形设计，门窗设有雨厦。现为办公用房。